# (1486) Marilyn
(1486) Marilyn ist ein Asteroid des Hauptgürtels, der am 23. August 1938 vom belgischen Astronomen Eugène Joseph Delporte in Ukkel entdeckt wurde.
Der Name des Asteroiden ist von Marilyn Herget, der Tochter des US-amerikanischen Astronomen Paul Herget abgeleitet.